# 錢怡君
錢怡君（1970年3月28日—），暱稱錢子，台灣新聞工作者、政論節目主持人。曾擔任中華航空公司空服員，東森電視、中華電視公司、中天電視、TVBS記者，台中市政府顧問。現為TVBS《新聞大白話》、《TVBS戰情室》、POP Radio 《週四POP大國民》主持人。

## 簡歷
錢怡君，1970年3月28日出生於基隆市，基隆女中畢業，中國文化大學新聞系學士，臺灣大學政治學研究所碩士。
錢怡君於中國文化大學新聞系畢業後考進中華航空，擔任空服員5年，1998年大園空難後決定轉職，投入新聞工作。最初考取自由時報，擬分發至新竹縣尖石鄉採訪地方新聞，因不會騎摩托車於報到後離職。同時期錢怡君也錄取了東森電視台與中華電視公司（華視），後選擇至華視擔任記者，負責影劇新聞。而後任職於中天電視、TVBS，中天電視任職期間曾駐點上海、北京；進入TVBS時擔任全球特派員。
2018年錢怡君取得國立臺灣大學政治學研究所碩士學位，論文題目為「2016年華航空服員罷工事件之研究」，同年與過去在華視的同事攝影記者李文耀交往，至2021年底兩人有結婚打算，2022年3月28日錢怡君與李文耀登記結婚。
錢怡君於2019年2月離開新聞界轉任台中市政府顧問，負責台中市政府與媒體溝通、聯絡，同年9月再回TVBS任職，回任後曾擔任《國民大會》、《T台政經話》節目主持人，2020年6月起擔任《新聞大白話》主持人，並分擔《TVBS戰情室》週末主持工作。

## 外部連結
- 錢子的Facebook專頁
- 錢子的Instagram帳戶